# Polyblastus flexus
Polyblastus flexus är en stekelart som beskrevs av Henry Keith Townes, Jr. 1949. Polyblastus flexus ingår i släktet Polyblastus och familjen brokparasitsteklar. Inga underarter finns listade i Catalogue of Life.